# Контести, Самуэль
Самуэ́ль Конте́сти (род. 4 марта 1983 года в Гавре, Франция) — итальянский, а ранее французский фигурист, выступавший в одиночном катании. Серебряный призёр чемпионата Европы 2009 года и пятикратный чемпион Италии (2008—2012 годов). В июне 2012 года объявил о завершении любительской карьеры.

## Карьера
Родился во Франции, однако имеет итальянские корни. Первоначально выступал за Францию. Первым его крупным успехом была бронза на чемпионате Франции 2005 года. Самуэль был направлен на чемпионаты Европы и мира, где стал 9 и 26-м, соответственно. После этого, несмотря на серебро чемпионата Франции 2006 года, французская федерация в сборной место не предоставила (прежде всего на Олимпиаду-2006). В связи с этим Контести решил сменить гражданство и перейти «под флаг» Италии (Италия — родина Джеральдине Дзулини, его жены и тренера).
По правилам Международного союза конькобежцев, фигурист сменивший гражданство должен отбыть двухгодичный «карантин». Поэтому, несмотря на золото чемпионата Италии 2008 года, Самуэль Контести в международный турнирах не участвовал.
В сезоне 2008—2009 Контести выиграл серебро на турнирах «Мемориал Карла Шефера» и «Золотой конёк Загреба», затем во второй раз стал чемпионом Италии. На чемпионате Европы он сенсационно стал вторым, обыграв таких опытных и известных фигуристов как чемпион Европы 2008 года Томаш Вернер, шестикратный чемпион Бельгии Кевин ван дер Перрен и чемпион Франции Янник Понсеро. В произвольной программе Контести исполнил редкий при новой системе каскад тройной аксель—тройной тулуп и сделал несколько прыжков (включая каскад тройной сальхов—тройной тулуп) в самом конце программы, что высоко оценивается по новой системе. На чемпионате мира занял 5-е место и завоевал для Италии две лицензии в мужском одиночном катании на Олимпийские игры в Ванкувере.
В июне 2012 года объявил о завершении любительской спортивной карьеры, заявив, что намерен сосредоточиться на карьере тренера по фигурному катанию.

## Личная жизнь
Отец Самуэля Контести — Ив, был профессиональным футболистом и играл в 1 французской лиге. У Самуэля есть две старшие сестры.
В феврале 2007 года Самуэль женился на Джеральдине Дзулини, которая была его тренером. В июне 2009 года у них родился сын. В октябре 2012 года пара ожидает рождения второго ребёнка.

## Спортивные достижения

### Результаты за Италию
| Соревнования                  | 2007—2008 | 2008—2009 | 2009—2010 | 2010—2011 | 2011—2012 |
| ----------------------------- | --------- | --------- | --------- | --------- | --------- |
| Зимние Олимпийские игры       |           |           | 18        |           |           |
| Чемпионаты мира               |           | 5         | 7         | 18        | 10        |
| Чемпионаты Европы             |           | 2         | 5         | 6         | 7         |
| Чемпионаты Италии             | 1         | 1         | 1         | 1         | 1         |
| Этапы Гран-при: NHK Trophy    |           |           |           |           | 4         |
| Этапы Гран-при: Skate America |           |           |           |           | 8         |
| Этапы Гран-при: Cup of Russia |           |           |           | 4         |           |
| Этапы Гран-при: Skate Canada  |           |           | 5         |           |           |
| Этапы Гран-при: Cup of China  |           |           | 4         | 6         |           |
| Finlandia Trophy              |           |           |           | 3         |           |
| Золотой конёк Загреба         |           | 2         |           |           |           |
| Мемориал Карла Шефера         |           | 2         |           |           |           |
| Мемориал Ондрея Непелы        |           |           |           |           | 3         |
| NRW Trophy                    |           |           | 2         | 4         | 1         |

### Результаты за Францию
| Соревнования                         | 2001—2002 | 2002—2003 | 2003—2004 | 2004—2005 | 2005—2006 | 2006—2007 |
| ------------------------------------ | --------- | --------- | --------- | --------- | --------- | --------- |
| Чемпионаты мира                      |           |           |           | 26        |           |           |
| Чемпионаты Европы                    |           |           |           | 9         |           |           |
| Чемпионаты Франции                   | 11        |           | 6         | 3         | 2         | 3         |
| Этапы Гран-при: Trophee Eric Bompard |           |           |           | 9         | 5         |           |
| Этапы Гран-при: Bofrost Cup          |           |           |           | 4         |           |           |
| Crystal Skate, Бухарест              |           |           |           |           | 3         |           |
| Copenhagen Trophy                    |           |           | 1         |           |           |           |
| Мемориал Карла Шефера                |           |           | 5         |           |           |           |
| Gardena Spring Trophy                | 3         |           |           |           |           |           |